# Wydział Aktorski Państwowej Wyższej Szkoły Filmowej, Telewizyjnej i Teatralnej im. Leona Schillera w Łodzi
Wydział Aktorski Państwowej Wyższej Szkoły Filmowej, Telewizyjnej i Teatralnej im. Leona Schillera w Łodzi – jeden z czterech wydziałów Państwowej Wyższej Szkoły Filmowej, Telewizyjnej i Teatralnej im. Leona Schillera w Łodzi. Jego siedziba znajduje się przy ul. Targowej 61-63 w Łodzi.

## Kierunki studiów
- aktorstwo[2]

## Władze

### W kadencji 2020–2024
- Dziekan: dr hab. Piotr Seweryński
- Prodziekani: Marcin Brzozowski, Marek Kałużyński

### Lista dziekanów
| Kadencja  | Dziekan              |
| --------- | -------------------- |
| 1954–1968 | Hanna Małkowska      |
| 1968–1969 | Maria Kaniewska      |
| 1969–1972 | Roman Sykała         |
| 1973–1976 | Maria Kaniewska      |
| 1976–1980 | Bogusław Sochnacki   |
| 1981–1982 | Zbigniew Józefowicz  |
| 1982–1984 | Jan Machulski        |
| 1989–1996 | Jan Machulski        |
| 1996–2002 | Bronisław Wrocławski |
| 2002–2008 | Zofia Uzelac         |
| 2008–2012 | Bronisław Wrocławski |
| 2012–2020 | Zofia Uzelac         |
| od 2020   | Piotr Seweryński     |

## Wykładowcy

### Profesorowie i doktorzy habilitowani[10]
- Elżbieta Aleksandrowicz
- Barbara Dziekan
- Małgorzata Hajewska-Krzysztofik
- Mirosław Henke
- Ryszard Hunger
- Wojciech Kościelniak
- Ewa Mirowska
- Barbara Ostrowska
- Alicja Panek-Piętkowska
- Piotr Seweryński
- Julitta Sękiewicz-Kisiel
- Bogusław Semotiuk
- Zofia Uzelac
- Bronisław Wrocławski
- Marcin Brzozowski
- Krzysztof Czeczot
- Ireneusz Czop
- Małgorzata Flegel
- Agnieszka Greinert
- Mariusz Jakus
- Patryk Kencki
- Piotr Krukowski
- Marek Niemierowski
- Jacek Orłowski
- Paweł Siedlik
- Michał Staszczak
- Anna Sarna
- Ewa Wencel